# Podocarpus lophatus
Podocarpus lophatus är en barrträdart som beskrevs av De Laub. Podocarpus lophatus ingår i släktet Podocarpus och familjen Podocarpaceae. IUCN kategoriserar arten globalt som sårbar. Inga underarter finns listade i Catalogue of Life.